# Procurador fiscal
Un procurador fiscal, a veces llamado PF o fiscal, es un fiscal en Escocia, que tiene el poder de imponer multas fiscales. Investigan todas las muertes súbitas y sospechosas en Escocia (de forma similar a un forense en los sistemas jurídicos derivados del sistema jurídico inglés), realizan investigaciones sobre accidentes mortales (una forma de indagación única en el sistema jurídico escocés) y tramitan las denuncias penales contra la policía (las denuncias administrativas las tramita el Comisario de Investigaciones y Revisión de la Policía). También reciben informes de organismos de información especializados, como Her Majesty's Revenue and Customs.
Para la mayoría de los delitos en Escocia, los procuradores fiscales presentan los casos de la acusación en los tribunales del sheriff y del juez de paz (y anteriormente en los tribunales de distrito), y los casos de la defensa son presentados por el acusado, un abogado o un procurador. El abogado trabaja para un bufete de abogados o, en algunas zonas de Escocia, puede ser un defensor público que trabaja para la Oficina de Abogados de la Defensa Pública.
El procurador fiscal tiene la facultad de no procesar y buscar alternativas libres de interferencias políticas, pero siempre está sujeto a las indicaciones de la Oficina de la Corona y del Lord Advocate.

## Orígenes
El cargo tiene probablemente su origen en el administrador señorial romano-holandés y francés (procurator-fiscaal neerlandés, procureur fiscal francés), que, como sugiere el fiscal en el título, era originalmente un funcionario del sheriff (el encargado de hacer cumplir la ley local y el juez) con responsabilidades financieras (fiscales): el procurador fiscal recaudaba deudas, multas e impuestos.
Un procurador-fiscal es un procurador o representante de la corte relacionado con el fisco o la hacienda, y por tanto con el cobro de multas o cuotas. En los registros oficiales, se habla de un procurador-fiscal del rey en 1457. Este funcionario parece haber surgido primero en los tribunales eclesiásticos. En el Formulare de San Andrés de 1514, se hace referencia a un nombramiento episcopal de un hombre como procuratorem et advocatum nostrum fiscalem en todas las causas del obispo, espirituales, civiles y penales, con amplios poderes; contiene una referencia también al poder que se otorga ex officio procuratoris fiscalis.  Se le asignó el deber de buscar y perseguir a los delincuentes y desobedientes. A mediados del siglo XVI, el cardenal Beaton tenía dos procuradores fiscales. En esta etapa, parece claro que un procurador-fiscal era competente en causas civiles, penales y espirituales. Estas funciones de búsqueda y posterior persecución de personas pueden ser el antecedente de la policía en Escocia, que se estableció muy considerablemente después (en 1800). Esto puede explicar por qué, en Escocia, la policía tiene la obligación legal de cumplir con las indicaciones del procurador fiscal en asuntos relacionados con la investigación de delitos, ya que el propio fiscal fue en su día un investigador y, por tanto, realizó el mismo trabajo.
En el transcurso del siglo XVIII, las funciones de un procurador fiscal para recaudar impuestos y otros derechos fueron eclipsadas por su deber como fiscal en el tribunal del sheriff con la aprobación de la Ley de Procedimiento Penal (Escocia) de 1701. En calidad de tales, los procuradores fiscales se personaban en los procesos privados y ejercían la acusación en nombre de la Corona.  La Ley de los tribunales del sheriff (Escocia) de 1867 otorgó a los procuradores fiscales la plena responsabilidad jurídica de la persecución de todos los actos delictivos en Escocia.
En un principio, el fiscal era el funcionario del sheriff y la permanencia en el cargo dependía del sheriff.  Con el declive de la persecución privada, el fiscal pasó a ser considerado cada vez más bajo el control del Lord Advocate. En 1776 el gobierno comenzó a pagar a los procuradores fiscales para que tomaran las precogniciones y en 1907 el derecho de nombrar a los procuradores fiscales fue transferido al Lord Advocate, y en 1927 los procuradores fiscales se convirtieron en funcionarios a tiempo completo.

## Persecución de delitos
Los procuradores fiscales realizan investigaciones preliminares en casos penales, toman declaraciones escritas a los testigos (conocidas como precognición) y son responsables de la investigación y el enjuiciamiento de los delitos. Esto incluye la facultad de dirigir a la policía en su investigación, pero salvo en el caso de delitos graves, como el asesinato, la policía suele completar sus investigaciones antes de recurrir al fiscal.
Según el procedimiento solemne del Tribunal Superior, una vez que alguien ha sido acusado de un delito y puesto en prisión preventiva, la Corona debe llevar el caso a una audiencia preliminar en un plazo de 110 días.
El fiscal nunca ha estado obligado a procesar y puede elegir el nivel en el que procesar (ya sea a través del procedimiento solemne o del sumario).  El acusado no tiene derecho a elegir un juicio con jurado, ni la víctima puede decidir por sí misma presentar cargos, ya que la decisión de juzgar con jurado o sumariamente corresponde al fiscal.  Sin embargo, existe un mecanismo muy excepcional, denominado proyecto de ley de letras penales, por el que la víctima de un delito puede solicitar al Tribunal Superior de Justicia autorización ("pasar la factura") para ejercer la acusación; algo parecido a la acusación particular en otras jurisdicciones. El último proyecto de ley aprobado fue en 1982, y antes de eso, en 1909. Hasta 1987, el poder discrecional del FP sólo se extendía al grado de enjuiciamiento, si es que lo había; no había alternativas al enjuiciamiento. La Ley de Justicia Penal (Escocia) de 1987 otorgó a los procuradores fiscales la facultad de ofrecer penas fijas en lugar del enjuiciamiento (una multa fiscal), en ese momento limitada a un máximo de 25 libras y posteriormente aumentada a 300 libras.
Desde entonces, estas opciones se han ampliado a la advertencia, las multas fiscales, las órdenes de compensación, las órdenes de trabajo, las sanciones fijas de tráfico o el desvío del enjuiciamiento hacia el trabajo social, el asesoramiento psicológico o el tratamiento psiquiátrico.

## Muertes
Todas las muertes sospechosas, súbitas y accidentales deben ser comunicadas al fiscal, que tiene la responsabilidad de identificar si se ha producido alguna acción criminal y, en su caso, procesar. Cuando se sospeche que se ha producido un delito, el fiscal dará instrucciones a la policía local para que investigue.
Los accidentes mortales pueden ser objeto de una investigación de accidentes mortales, una forma de investigación judicial similar a una pesquisa, pero realizada sin jurado.  Las investigaciones de accidentes mortales se llevan a cabo en un tribunal del sheriff.  Se debe realizar una investigación para todas las muertes bajo custodia y accidentes mortales, y otras muertes accidentales están sujetas a investigación a discreción del fiscal.

## Delitos graves
Para los delitos más graves, el caso no será procesado directamente por el fiscal. En su lugar, el caso se verá en el Tribunal Superior de Justicia y la acusación se hará en nombre del Lord Advocate por un Advocate Depute.

## Áreas
Hay once procuradores fiscales en Escocia, cada uno de los cuales cubre una zona geográfica o jurisdicción con una oficina central. Fuera de Strathclyde, estas zonas suelen corresponderse con las zonas de policía de los antiguos cuerpos de policía territoriales de Escocia. Son (con las zonas de Strathclyde marcadas con un asterisco):
- Argyll y Clyde (en Paisley)*
- Ayrshire (en Kilmarnock)*
- Central (en Stirling)
- Dumfries and Galloway (en Dumfries)
- Fife (en Kirkcaldy)
- Glasgow y Strathkelvin (en Glasgow)*
- Grampian (en Aberdeen)
- Highlands and Islands (en Inverness)
- Lanarkshire (en Hamilton)*
- Lothian and Borders (en Edimburgo)
- Tayside (en Dundee)

## Corte de Lord Lyon

El escudo del Procurador Fiscal del Tribunal del Lord Lyon.

Un procurador fiscal es designado para el Tribunal del Lord Lyon, que es un tribunal civil y penal que se ocupa de la heráldica y la genealogía escocesas en Escocia. Este Tribunal es único en la cultura escocesa y la heráldica desempeña un papel importante, especialmente en relación con el sistema de clanes. Los  escudos de armas que se registran deben pagar una tasa a la Corona y deben cumplir normas específicas relativas a su forma, color e imagen. El procurador fiscal es nombrado en virtud de la Ley del Rey de Armas de 1867, antes por el Lord Lyon, pero desde que se introdujeron cambios por la Ley de Derechos de la Convención (Cumplimiento) (Escocia) de 2001, por los Ministros escoceses.
Si se incumple alguna de las normas relativas a un escudo de armas -también conocido como "un logro"-, es tarea del procurador fiscal, en calidad de fiscal independiente del tribunal, determinar si debe iniciar un procedimiento penal.